# Leopold Bawarski

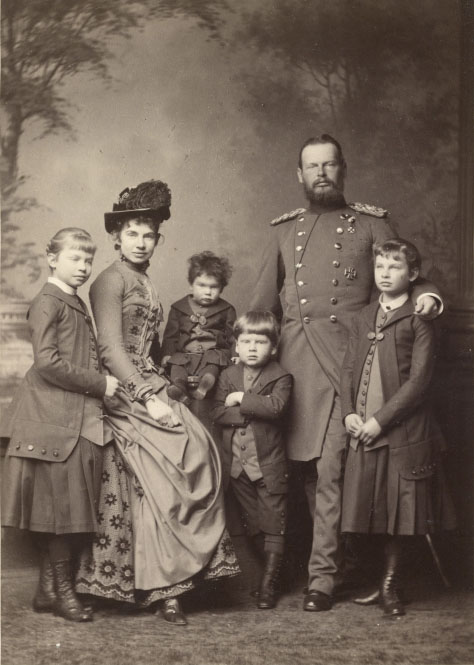
Leopold Bawarski i Gizela Habsburg z dziećmi

Leopold Maksymilian Józef Maria Arnulf, książę Bawarii (niem. Prinz Leopold Maximilian Joseph Maria Arnulf von Bayern; ur. 9 lutego 1846 w Monachium, zm. 28 września 1930 tamże) – książę Bawarii, feldmarszałek (niem. Generalfeldmarschall), dowodzący Armią Cesarstwa Niemieckiego i Armią Austro-Węgier na froncie wschodnim I wojny światowej.

## Życiorys
Był synem Luitpolda Karola Wittelsbacha, księcia – regenta Bawarii i arcyksiężnej Augusty Ferdynandy Habsburg-Lotaryńskiej.
W 1866 uczestniczył w wojnie prusko-austriackiej, w 1870 wojnie francusko-pruskiej. Następnie służył w Armii Cesarstwa Niemieckiego. W 1896 został generaloberstem kawalerii, w 1905 otrzymał z rąk cesarza Wilhelma II laskę marszałkowską jako feldmarszałek armii Cesarstwa. Był jednocześnie feldmarszałkiem armii bawarskiej, która do 1919 istniała autonomicznie w strukturach Armii Cesarstwa Niemieckiego. W roku 1913 przeszedł w stan spoczynku. 
W czasie I wojny światowej, 16 kwietnia 1915 został przywrócony do służby czynnej, objął dowództwo nad 9 Armią. Przejął dowodzenie od Augusta von Mackensena i podlegał rozkazom marszałka Paula von Hindenburga. 5 sierpnia 1915 dowodzona przez Leopolda 9 Armia działająca na kierunku Warszawy zajęła miasto bez walki po opuszczeniu go przez armię rosyjską. Następnie działała na kierunku białoruskim, ostatecznie z kwaterą główną dowództwa armii w Słonimiu. 
Po odparciu przez siły Państw Centralnych ofensywy Brusiłowa, odsunięciu ze stanowiska szefa Sztabu Generalnego – Oberste Heeresleitung (OHL) (czyli naczelnego dowódcy armii niemieckiej) Ericha von Falkenhayna i objęciu naczelnego dowództwa przez marszałka Hindenburga, Leopold Bawarski został 29 sierpnia 1916 mianowany Naczelnym Dowódcą połączonych Armii Cesarstwa Niemieckiego i Austro-Węgier na froncie wschodnim (Oberbefehlshaber Ost (Ober-Ost). Jego poprzednikiem na tym stanowisku był właśnie Hindenburg.
Po przewrocie bolszewickim w Rosji, 15 grudnia 1917 Rosja zawarła z państwami centralnymi najpierw rozejm, a następnie 22 grudnia na wniosek bolszewików rozpoczęły się rokowania pokojowe w Brześciu, mające doprowadzić do separatystycznego pokoju. Rokowania te doprowadziły ostatecznie do zawarcia w Brześciu 3 marca 1918 między Cesarstwem Niemieckim i Austro-Węgrami oraz ich sojusznikami Królestwem Bułgarii i Imperium Osmańskim, a RFSRR traktatu pokojowego. Jego sygnatariuszem ze strony Niemiec był Leopold Bawarski.
Po zawarciu pokoju brzeskiego został wraz z marszałkami Paulem von Hindenburgiem i Augustem von Mackensenem odznaczony Krzyżem Wielkim Krzyża Żelaznego – najwyższym odznaczeniem wojskowym Cesarstwa Niemieckiego. Ponownie przeszedł w stan spoczynku, a obowiązki szefa Ober-Ostu (od marca 1918 – wyłącznie okupacyjne) przejął gen. Max Hoffmann, jego dotychczasowy szef sztabu.
Po rewolucji w Niemczech w listopadzie 1918, obaleniu Cesarstwa, ogłoszeniu republiki i detronizacji Wittelsbachów w Królestwie Bawarii Leopold w styczniu 1919 powrócił do Monachium jako osoba prywatna. Po zabójstwie Kurta Eisnera i wybuchu komunistyczno-anarchistycznej rewolucji w Bawarii Leopold schronił się na cztery miesiące za granicą. Po powrocie do śmierci w wieku 84 lat mieszkał w Monachium.
Jego żoną była arcyksiężna Gizela Habsburg, mieli czworo dzieci.

## Odznaczenia
- Order Świętego Huberta (Bawaria)[1][2][3]
- Wieki Przeor i Krzyż Wielki Orderu Świętego Jerzego (Bawaria)[1][2][3]
- Medal Orderu Świętego Jerzego (Bawaria)[1][2][3]
- Krzyż Wielki Orderu Maksymiliana Józefa (Bawaria)[1][2]
- Krzyż Kawalerski Orderu Maksymiliana Józefa (Bawaria)[1][2][3]
- Krzyż Wielki z Mieczami Orderu Zasługi Wojskowej (Bawaria)[2]
- Order Zasługi Wojskowej III Klasy z Mieczami (Bawaria)[1][2][3]
- Krzyż Wielki Orderu Zasługi Wojskowej (Bawaria)[2][3]
- Krzyż Honorowy Orderu Ludwika (Bawaria)[2][3]
- Krzyż Służby Wojskowej I Klasy (Bawaria)[1]
- Odznaka za Służbę w Armii (Bawaria)[3]
- Medal Jubileuszowy z Koroną (Bawaria)[3]
- Order Orła Czarnego (Prusy)[1][3]
- Order Wojskowy Pour le Mérite – dwukrotnie (Prusy)
- Wielki Komandor Orderu Hohenzollernów (Prusy)[1][3]
- Krzyż Wielki Krzyża Żelaznego (Prusy)
- Krzyż Żelazny I klasy (Prusy)[1][3]
- Krzyż Żelazny II klasy (Prusy)
- Medal Pamiątkowy za Wojnę 1870-71 (Prusy)[3]
- Medal Stulecia (Prusy)
- Medal Pamiątkowy (Prusy)[3]
- Krzyż za Długoletnią Służbę dla Oficerów (Prusy)
- Medal Czerwonego Krzyża I klasy z dekoracją wojenną (Prusy)
- Krzyż Honorowy I Klasy Orderu Książęcego Hohenzollernów (Hohenzollern-Sigmaringen)[3]
- Krzyż Wielki Orderu Alberta Niedźwiedzia (Anhalt)[3]
- Krzyż Wielki Orderu Wierności (Badenia)[1][3]
- Krzyż Wielki Orderu Bertholda I (Badenia)[1][3]
- Krzyż Wielki Orderu Henryka Lwa (Brunszwik)[3]
- Krzyż Zasługi Wojennej (Brunszwik)
- Krzyż Hanzeatycki
- Krzyż Wielki Orderu Ludwika (Hesja)[1][3]
- Krzyż Zasługi Wojskowej (Hesja)[1][3]
- Krzyż Wielki Orderu Korony Wendyjskiej (Meklemburgia)[3]
- Krzyż Zasługi Wojskowej II Klasy (Meklemburgia-Schwerin)[1][3]
- Order Korony Rucianej (Saksonia)[1][3]
- Krzyż Komandorski I Klasy Orderu Świętego Henryka (Saksonia)
- Krzyż Wielki Orderu Sokoła Białego (Saksonia-Weimar-Eisenach)[1][3]
- Krzyż Wielki Orderu Ernestyńskiego (Saksonia-Koburg-Gotha)[1][3]
- Krzyż Zasługi Wojennej (Lippe)
- Krzyż Honorowy Wojenny za Czyny Heroiczne (Lippe)
- Medal Zasługi Wojskowej (Schaumburg-Lippe)[1][3]
- Krzyż Wielki Orderu Korony (Wirtembergia)[1]
- Krzyż Wielki Orderu Zasługi Wojskowej (Wirtembergia)[1]
- Krzyż Wielki Orderu Leopolda (Belgia)[1][3]
- Order Annuncjaty (Włochy)[1][3]
- Order Domowy Nassauski Lwa Złotego (Luksemburg)[1][3]
- Order Złotego Runa (Austro-Węgry)[1][3]
- Krzyż Wielki Orderu Świętego Stefana (Austro-Węgry)[1][3]
- Brązowy Medal Pamiątkowy Jubileuszowy (Austro-Węgry)[3]
- Złoty Medal Pamiątkowy Jubileuszowy Dworski (Austro-Węgry)[3]
- Krzyż Jubileuszowy Wojskowy (Austro-Węgry)[3]
- Krzyż Wielki Orderu Wieży i Miecza (Portugalia)[1][3]
- Krzyż Wielki Orderu Gwiazdy (Rumunia)[1][3]
- Krzyż Wielki Orderu Orła Białego (Serbia)[1][3]
- Krzyż Wielki Orderu Krzyża Takowy (Serbia)[1][3]
- Krzyż Wielki Orderu Karola III (Hiszpania)[1][3]
- Wielka Wstęga Orderu Sławy (Tunezja)[1][3]
- Krzyż Wielki Orderu Świętego Józefa (Toskania)[1][3]
- Krzyż Wielki Orderu Daniły I (Czarnogóra)[3]
- Krzyż Wielki Orderu Wiktoriańskiego (Wielka Brytania)[3]
- Medal Koronacyjny (Wielka Brytania)[3]
- Medal Zasługi (Turcja)
- Medal Wojenny (Turcja)